# 공영윤
공영윤(孔泳允, 1964년 10월 20일 ~, 경상남도 산청군)은 경상남도 진주시의 정치인이다. 한나라당 경남도의회 제8대, 제9대 의원을 역임했다.

## 학력
- 국립경상대학교 법학과 졸업

## 경력
- 2004년 국회의원 보좌관(4급)
- 제8대, 제9대 경상남도의원
- 제8대, 제9대 경남도의회 건설소방위원장
- 경남도의회 새누리당 원내대표
- 제17대 대선 중앙선대위 중앙위 신세대육성특위 부위원장
- 제17대 대선 이명박 정무특별보좌역
- 윤사모 중앙회 조직부회장
- 윤사모 중앙회 사무총장 (겸직)
- 1995년 중앙대학교 사회개발대학원 (지방의회전공)
- 2006년 경상대학교 총동문회 부회장
- 2005년 중앙대학교 총동창회 상임이사
- 경남대 북한대학원대학교
- 2006년 한나라당 보좌관협의회 지방자치연대 경남본부장
- 2007년 한나라당 중앙위원회 신세계육성특위 부위원장
- 국회환경포럼“환경과 생명을 위한모임”운영위원
- 21세기 정경연구소 연구위원
- 2008년 (사)대한경제연구원 수석연구위원
- 건축도시연구회 연구위원
- 한국지역총합연구소 자문위원
- (사)문화창업박람회 자문위원
- (사)코리아드라마페스티벌 집행위원
- 2007년(재)한국선비문화연구원 설립 추진위원회 추진위원, 운영위원
- 경남혁신도시 발전대책위원회 상임집행위원장
- 경남혁신도시 지원특별위원장
- (사)경남미디어 영상위원회 이사장
- (사)경남삼보연맹 경남지부장
- (사)한국소방구조스포츠연맹 이사
- 경남 요트산업위원회 자문위원
- 경남 도시계획위원회 위원
- 경남 투자심사위원회위원
- 경남 건축위원회위원
- 경남 우리하천연구회위원
- 경남 한.일의원친선연맹 간사
- 한솔애드컴 대표역임
- ㈜한솔황토주택 대표이사 역임
- ㈜삼보산업개발 대표이사 역임
- 의료법인 승연의료재단 관리이사(삼천포서울병원.도립사천노인전문병원.삼천포요양원)
- (현)삼부산업주식회사 부사장
- 1992년 제14대 대선 민주당 중앙선대위.경남선대위 선거대책위원
- 2002년 제16대 대선 새천년민주당 진주시선대위 부위원장
- 2007년 제17대 대선 이명박예비후보 진주갑 선거대책위원장
- 2007년 제17대 대선 이명박 지방자치특별보좌역
- 2007년 제17대 대선 이명박 정무특별보좌역
- 2007년 제17대 대선 한나라당 경남선대위 부대변인
- 2007년 제17대 대선 중앙선대위 중앙위 신세대육성특위 부위원장
- 2006년 노무현대통령 민주평화통일 자문위원
- 2009년 이명박대통령 민주평화통일 자문위원
- 2011년 이명박대통령 민주평화통일 자문위원
- 윤사모 중앙회 자문위원
- 윤사모 중앙회 부회장
- 윤사모 중앙회 사무총장 (부회장 겸직)
- 제20대 대선 윤석열 국민캠프 국민통합특보
- 제20대 대선 윤석열 국민캠프 조직정책특보
- 제20대 대선 국민의힘 중앙선대위 중앙위 직능총괄본부 경남지방자치지원단 단장
- 제20대 대선 국민의힘 중앙선대위 조직총괄본부 희망특별본부 조직총괄특보단장
- 제20대 대선 국민의힘 중앙선거대책본부 중앙위 공정희망연대 조직총괄특보 단장
- 제20대 대선 국민의힘 중앙선거대책본부 조직본부 밝은미래위원회 국민대통합단 단장

## 병력
- 육군 열쇠부대(제5사단) 만기제대

## 참고 자료
- 공영윤 경남도의회 의원 공식홈페이지